# Sphenomorphus anotus
Sphenomorphus anotus este o specie de șopârle din genul Sphenomorphus, familia Scincidae, descrisă de Greer 1973. Conform Catalogue of Life specia Sphenomorphus anotus nu are subspecii cunoscute.